# Cynthia Lynch
Cynthia Lynch (New York, 18 maggio 1971) è un'ex wrestler statunitense.
È conosciuta per essere stata una delle "Ho's" di The Godfather e per essere stata la prima wrestler femminile a vincere l'Hardcore Championship.

## Carriera

### Inizi (1996-1999)
Grande appassionata di wrestling fin da bambina, Lynch debuttò nell'industria del wrestling come valletta nel dicembre 1996, introdotta nell'ambiente dalla amica d'infanzia Dawn Marie Psaltis. Fece da manager a molti wrestler come Steve Corino, Rik Ratchet, Pat Kenney e The Inferno Kid. Poco tempo dopo, cominciò ad allenarsi per lottare, e prese parte a molti mixed tag team match. Ebbe il suo primo match singolo nel febbraio 1998 perdendo con Little Jeanne, all'epoca conosciuta con il nome Sweet Destiny. Il 24 luglio 1999, vinse il titolo NWA New Jersey Junior Heavyweight Championship battendo Kevin Knight.

### World Wrestling Federation (1999-2000)
Nel 1999, attirò l'attenzione di Tom Prichard, all'epoca talent scout della World Wrestling Federation (WWF), e nel luglio 1999 firmò un contratto di sviluppo con la WWF. Cominciò quindi ad allenarsi con Prichard. Nell'ottobre 1999, apparve a Raw come una delle "Ho's" di The Godfather e fu aggredita da Viscera. Poco tempo dopo, fu mandata nella Memphis Championship Wrestling (MCW) per allenarsi e farsi le ossa. Lì ebbe dei feud con The Kat, Jasmin St. Claire, Molly Holly e Victoria. Nel maggio 2000, tornò in WWF come The Godfather's Ho, e vinse anche il titolo Hardcore Championship da Crash Holly. Holly la sconfisse subito dopo riconquistando la cintura. Quando la WWF lasciò la MCW come proprio territorio di sviluppo nel dicembre 2000, Cynthia (insieme ad altri talenti che si allenavano lì) fu licenziata dalla federazione di Stamford.

### Total Nonstop Action Wrestling (2002)
Nell'estate del 2002, lavorò per breve tempo nella Total Nonstop Action Wrestling (TNA) in qualità di valletta di David Young.

### Ohio Valley Wrestling (2012)
Nel 2012 entrò nella Ohio Valley Wrestling, e sfidò senza successo Taeler Hendrix per l'OVW Women's Championship. A Saturday Night Special del 4 febbraio, in coppia con C.J. Lane, perse contro Aleida Ortiz & Taeler Hendrix. A marzo divenne la valletta del tag team X2C (Sean Casey & Raphael Constantine), insieme a Miss Cinnamon Twist, SoulFire Bay e Terri Kendall.

## Personaggio

### Mosse finali
- Cameltoe Clutch (Inverted Boston crab)
- Barroom Stunner (Stunner)

### Manager
- The Godfather
- Simon Diamond
- Steve Corino
- Al Snow
- David Young

## Titoli e riconoscimenti
- National Wrestling Alliance
  - NWA New Jersey Junior Heavyweight Championship (1)
- Women's Extreme Wrestling
  - WEW Tag Team Championship (2) - con Roni Jonah
- World Wrestling Federation
  - WWF Hardcore Championship (1)